# Сенешаль Франции
Сенешаль Франции (фр. sénéchal de France) — один из высших чинов короны Франции в X — XII веках.

## Должность сенешаля
Должность Великого сенешаля была создана королём Лотарем в 978 для Жоффруа I Анжуйского, и принадлежала анжуйским графам до конца XII века. Великий сенешаль командовал войсками короля в его отсутствие, исполняя функции, которые позднее принадлежали коннетаблю Франции.
Поскольку должность великого сенешаля была скорее почетным титулом, чем реальным административным постом, его обязанности исполнял заместитель — сенешаль Франции. Изначально он был руководителем штата дворцовых служителей, заведовавшим снабжением двора, а во время войны — снабжением войска, затем получил и функции главнокомандующего, став первым лицом в придворной иерархии (наподобие франкского майордома). Короли старались назначать на этот пост своих родственников и особо доверенных лиц, так при Людовике VI в течение 20 лет этот пост принадлежал представителям рода де Гарланд.
На первое место среди четырех высших сановников сенешаль выдвинулся в правление Филиппа I. До 1070 в королевских актах он стоял на втором месте, после камерария, и перед кравчим и коннетаблем, а со следующего года занял первое и сохранял его до упразднения отдельной службы дапиферата (подачи блюд). Соединяя функции руководителя дворцового управления, палатина и главнокомандующего, сенешаль был своего рода вице-королём. В документах XII века он несколько раз именовался майордомом (major regiae domus), прокурором королевства (regni Franciae procurator) и предводителем войска (princeps militiae Francorum).
Реформируя систему управления, Филипп II Август воспользовался смертью сенешаля Франции Тибо V де Блуа под стенами Акры, и более никого не назначал на его место, фактически упразднив должность. Обязанности сенешаля Франции были разделены между коннетаблем Франции (военное командование) и Великим магистром Франции (управление домом короля).

## Великие сенешали
- Жоффруа I Анжуйский, 978—987
- Фульк III Нерра, 987—1040
- Жоффруа II Анжуйский, 1040—1060
- Фульк IV Решен, 1060—1109
- Фульк V Анжуйский
- Ансо де Гарланд (смещен и назначен сенешалем Франции)
- Жоффруа V Анжуйский (ум. 1151)
- Жоффруа VI Анжуйский (ум. 1158)
- Тибо V де Блуа (ум. 1191)

Генрих II и Генрих Молодой Король формально также носили титул великого сенешаля. В 1186 на эту должность планировалось назначить Жоффруа Бретонского. Последним великим сенешалем был Артур I Бретонский. Должность была упразднена после включения графства Анжу в состав королевского домена в 1204.

## Сенешали Франции
- Гильом де Гомец, ок. 1060
- Рауль до 1065—1069
- Бодуэн 1069—1070
- Фридерик 1070—1077
- Роберт 1077—1079
- Адам 1079—1080/1081
- Жерве 1080/1081—1090
- Манассия 1090—1091
- Ги Красный, граф Рошфора 1091 — после 1095
- Пайен ? — 1101
- Ансель 1101 — после 1104
- Гуго де Креси, до 1106 — 1108
- Ансо де Гарланд, 1108—1117
- Гильом де Гарланд, 1117—1120
- Этьен де Гарланд, 1120—1128
- Рауль I де Вермандуа, 1131—1151
- Тибо V де Блуа, 1153—1191

Список содержит пробелы, так как архивы X — XII веков, в основном, утрачены. Жерве был первым сенешалем, от которого сохранились жалованные грамоты (lettres patentes).